# Bruant lapon
 Calcarius lapponicus
Espèce
Statut de conservation UICN

 LC  : Préoccupation mineure
Le Bruant lapon ou Plectrophane lapon (Calcarius lapponicus) est une espèce de passereaux appartenant à la famille des Calcariidae.

## Historique et dénomination
L'espèce Calcarius lapponicus a été décrite par le naturaliste suédois Carl von Linné en 1758 sous le nom initial de Fringilla lapponica.

### Synonymie
- Fringilla lapponica Linné, 1758 Protonyme

### Noms vernaculaires
- Bruant lapon
- Plectrophane lapon

## Taxinomie
D'après Alan P. Peterson, cet oiseau possède cinq sous-espèces :
- Calcarius lapponicus lapponicus (Linnaeus) 1758 ;
- Calcarius lapponicus alascensis Ridgway 1898 ;
- Calcarius lapponicus coloratus Ridgway 1898 ;
- Calcarius lapponicus kamtschaticus Portenko 1937 ;
- Calcarius lapponicus subcalcaratus (Brehm, CL) 1826.

## Identification
Le bruant lapon est un oiseau robuste avec un bec jaune épais. En été, le mâle a une tête et une gorge noires, des lignes blanches au niveau des yeux, une nuque châtain, une poitrine blanche et un dos strié noir et gris. La femelle, tout comme le mâle en hiver, n'a pas de noir sur la tête et la gorge. Il mesure en moyenne 15 centimètres de long et pèse environ 25 grammes. Son envergure est de 25 à 28 centimètres.

## Répartition et habitat
Le bruant lapon niche dans l'extrême-nord de l'Europe et de l'Asie, ainsi qu'au Canada et dans les parties les plus au nord des États-Unis. C'est un oiseau migrateur qui passe l'hiver dans les steppes russes, dans le sud des États-Unis et dans le sud de la Suède, au Danemark et en Grande-Bretagne. C'est la seule espèce eurasiatique du genre Calcarius et, même si elle n'a probablement pas évolué ici, elle est présente dans l'est de l'Europe depuis environ 30 000 ans.
Il vit dans des zones humides comportant des bouleaux ou des saules, ou sur des montagnes dénudées. Il passe l'hiver sur des terres cultivées ou sur des côtes. Il est souvent vu près de la limite des arbres et se joint à d'autres espèces pour se nourrir en hiver.

Carte de répartition
Aire de nidification
Voie migratoire
Aire d'hivernage

## Reproduction

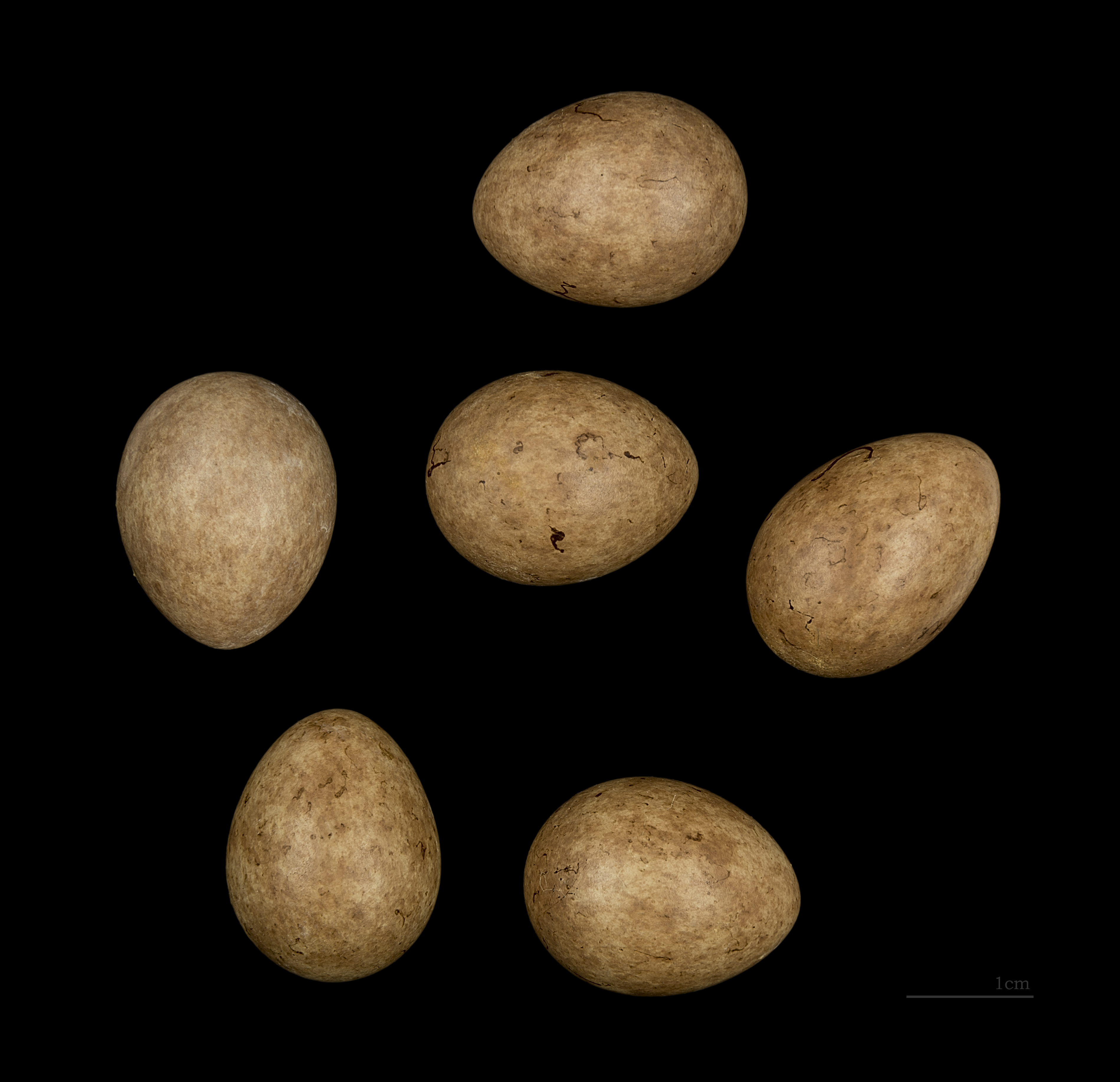
Œufs de Bruant lapon Muséum de Toulouse

Les mâles sont les premiers sur le lieu de reproduction afin de délimiter leurs territoires. Dès que la plus grande partie de la neige est fondue, ils commencent à construire le nid. Ce dernier, composé d'herbes, de mousses et de racines, est construit à même le sol et la femelle pond entre deux et quatre œufs d'une teinte verte-brune. Il faut compter entre douze et quatorze jours jusqu'à l'éclosion des œufs.

## Régime alimentaire
Le bruant lapon se nourrit principalement de graines d'herbes des champs telles que des plantains ou des renouées qu'il glane dans les friches, les chaumes, les gazons clairsemés et les terrains découverts.

## Philatélie
Le bruant lapon apparaît sur un timbre canadien de 2001.